# Peter Adler Alberti
Peter Adler Alberti (Copenaghen, 10 giugno 1851 – Copenaghen, 14 giugno 1932) è stato un politico danese, famoso per lo scandalo di cui fu protagonista nel 1908.

## Biografia
Nel 1908 mentre ricopriva la carica di Ministro della Giustizia venne accusato di appropriazione indebita. 
Dopo mesi di polemiche, Alberti fu costretto a dimettersi e a confessare di aver sottratto 18 milioni di corone  danesi (attualmente pari a circa 135 milioni di euro). Lo scandalo travolse il governo e il primo ministro J. C. Christensen, che inizialmente aveva difeso Alberti, fu costretto a dimettersi.
Condannato a otto anni di lavori forzati, venne scarcerato nel 1917.
Morì in un incidente d'auto nel 1932.